# ديف غيبونز
ديف غيبونز (بالإنجليزية: Dave Gibbons)‏ هو فنان قصص مصورة ورسام توضيحي بريطاني، ولد في 14 أبريل 1949 في المملكة المتحدة.

## وصلات خارجية
- الموقع الرسمي
- ديف غيبونز على موقع IMDb (الإنجليزية)
- ديف غيبونز على موقع الموسوعة البريطانية (الإنجليزية)
- ديف غيبونز على موقع ألو سيني (الفرنسية)
- ديف غيبونز على موقع ميوزك برينز (الإنجليزية)
- ديف غيبونز على موقع ديسكوغز (الإنجليزية)
- ديف غيبونز على موقع قاعدة بيانات الفيلم (الإنجليزية)